# X Clan
X Clan é um grupo novaiorquino de hip hop formado no ano de 1989. Muitas das letras das músicas do grupo abordam temas políticos e sociais e seus integrantes são lembrados por usarem trajes das cores preto, vermelho e verde. 

## Discografia

### Álbuns de estúdio
| Título                  | Detalhes do álbum                                      | Posições na parada | Posições na parada |
| Título                  | Detalhes do álbum                                      | EUA                | EUA R&B            |
| ----------------------- | ------------------------------------------------------ | ------------------ | ------------------ |
| To the East, Blackwards | - Lançamento: 1990 - Gravadora: 4th & Broadway         | 97                 | 11                 |
| Xodus                   | - Lançamento: 1992 - Gravadora: Polydor                | 31                 | 11                 |
| Return from Mecca       | - Lançamento: 2007 - Gravadora: Suburban Noize Records | —                  | —                  |
| Mainstream Outlawz      | - Lançamento: 2009 - Gravadora: Suburban Noize Records | —                  | —                  |